# Komfortrauschen
Komfortrauschen (engl. comfort noise) ist ein im Rahmen der digitalen Signalverarbeitung künstlich erzeugtes Rauschen, das bei der digitalen Übertragung von menschlicher Sprache zur Füllung von Sprachpausen verwendet wird.
Anwendungen liegen überall dort, wo mittels Audio-Codecs Sprachsignale digital komprimiert werden. Beispiele sind der digitale Mobilfunk wie GSM und IP-Telefonie. Komfortrauschen wird immer zusammen mit einer Rauschsperre angewendet, die auf Seite des Sprechers alle Geräusche unter einem bestimmten Lautstärkepegel unterdrückt. 
Komfortrauschen erzeugt beim Zuhörer in Sprechpausen die Illusion einer weiter bestehenden Verbindung, ohne die für die Übertragung des Rauschens ansonsten notwendige Datenübertragungsrate im Netzwerk zu beanspruchen. Ohne Komfortrauschen würde bei Gesprächspausen komplette Stille auftreten, was sich in der Regel störend auf den Zuhörer auswirkt. Durch die plötzlich auftretende Stille entsteht der Eindruck, dass die Sprachverbindung abgebrochen wäre.